# Asrate Kassa
Asrate Kassa (Ge'ez: ልዑል ራስ አሥራተ ካሣ), né le 1er mai 1922 à Fitche, est un homme politique et commandant d'armée éthiopien. 

## Biographie
Seul fils du Ras Kassa ayant survécu à la guerre contre l'Italie fasciste, il est successivement gouverneur de diverses provinces de l'Empire éthiopien, dont celle du Choa et de l'Arsi, vice-président du Sénat (1957-1961) et président du Sénat (1961-1964). 
De 1964 à 1971, il est le représentant impérial en Érythrée. 
Enfin il devient président du Conseil de la Couronne, et il joue un rôle important dans la résistance loyaliste en 1960. 
Il meurt assassiné le 23 novembre 1974.